# Neptunismo

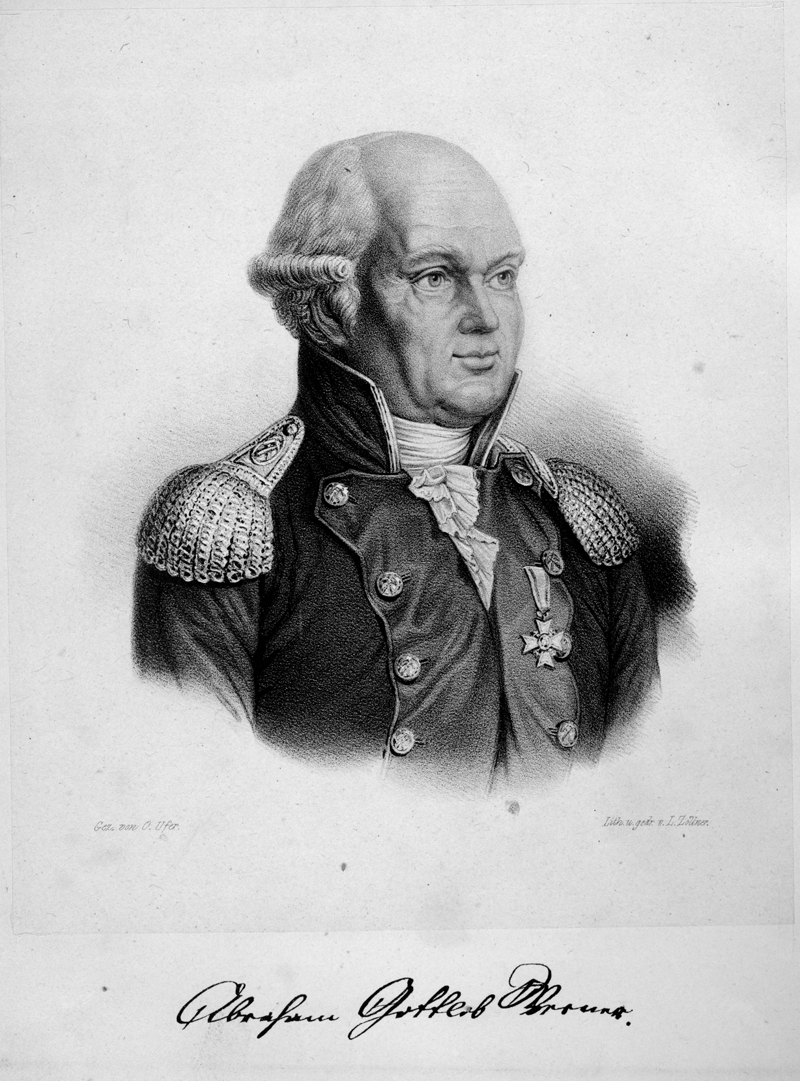
Abraham Gottlob Werner, o grande defensor do neptunismo.

Neptunismo, ou wernerismo, foi uma teoria explicativa da formação das rochas e da estrutura e evolução geológica da Terra, hoje obsoleta por ter sido provado que as premissas onde assentava eram falsas. Embora já existisse anteriormente e tivesse numerosos defensores durante todo o século XVIII, a teoria do neptunismo foi consolidada e divulgada pelo geólogo e mineralogista alemão Abraham Gottlob Werner nos finais do século XVIII, que de tal forma a influenciou que é por vezes designada por wernerismo. A teoria defendia que as rochas e as formações geológicas teriam sido criadas pela deposição de minerais nas águas de um oceano primordial. Daí o nome de neptunismo, derivado de Neptuno, o deus greco-romano dos mares. A teoria foi muito popular nas décadas iniciais do século XIX, em parte pelo mérito dos seus defensores, mas principalmente por ser consistente com o episódio bíblico do Dilúvio. A reacção ao neptunismo surgiu sob a forma da teoria do plutonismo de James Hutton, desencadeando um debate que se prolongou durante as décadas de 1790 a 1830. O neptunismo teve Johann Wolfgang von Goethe entre os seus mais famosos defensores.

## História
Quando no século XVIII a investigação geológica determinou sem sombra para dúvida a existência de fósseis cuja idade e características dificilmente poderia ser compatibilizada com a visão clássica da Criação do Mundo baseada na leitura literal do Livro do Génesis, começaram a surgir na Europa diversas teorias que tentavam explicar a formação das rochas e das estruturas geológicas. Estas teorias foram ganhando corpo e consistência lógica à medida que novos conhecimentos iam ficando disponíveis e que a aplicação do método científico permitia novas deduções.
Neste contexto foi determinante o trabalho de Georges-Louis Leclerc de Buffon, propondo que a Terra teria pelo menos 75 000  anos de idade, sendo possivelmente muito mais antiga, e que mostrava sinais de ter tido diferentes fases de desenvolvimento, as diversas épocas, marcadas por fósseis distintos, pertencentes a seres vivos que já não existiam no presente. Outro achado sensacional foi a determinação da presença de fósseis marinhos no interior dos continentes, e nalguns casos no topo de altas montanhas, levando a acreditar que teria existido um grande oceano primordial que recobrira até as mais altas elevações.
Entre as teorias surgidas nos finais do século XVII para explicar a formação das rochas e as camadas em que se encontravam na natureza, uma ganhou crescente popularidade ao longo do século XVIII: o neptunismo, assim denominado por defender um origem marinha para as rochas.
Aquela teoria, com base nas concepções religiosas e científicas da época, fazendo a síntese entre os dados observados e as crenças religiosas vigentes, defendia que a Terra estivera completamente coberta por um oceano primordial, em cujas águas oceano teriam estado dissolvidos ou em suspensão todos os componentes minerais que formam as rochas. Essas rochas ter-se-iam formado por deposição em sucessivas camadas de minerais sobre o núcleo de rochas primárias, datando do tempo da Criação do Mundo, que formavam o fundo desse grande oceano. Assim, a vasta maioria das rochas tinha como origem precipitados formados a partir das águas que em tempos remotos tinham recoberto a superfície da Terra, nas quais teriam estado em suspensão ou em solução todos os componentes que hoje integram as rochas da crusta terrestre.
Nesse contexto, considerava-se primários os terrenos resultantes da Criação do Mundo, que no presente estavam no núcleo das montanhas, representados pelos granitos e outras rochas antigas. Os terrenos secundários eram constituídos pelas rochas estratificadas, como os calcários, muitas contendo fósseis marinhos que testemunhavam a existência do oceano primordial e do Dilúvio, tal como a Bíblia o ensinava. Finalmente, os terrenos terciários, ou recentes, eram representados por aluviões, areias de praia e outros depósitos cuja formação decorrera nos tempos contemporâneos.
Nesta sequência, o Dilúvio dos tempos de Noé tinha meramente repetido o processo, adicionando novas camadas de rocha à estrutura preexistente. Os vulcões, então pouco conhecidos no norte da Europa, teriam um efeito menor, modificando os continentes e adicionando mais sedimentos e camadas de rocha vulcânica. Cheias locais posteriores teriam adicionado mais camadas, repetindo o processo até formar as actuais estruturas geológicas.
A teoria teve uma origem relativamente difusa, coexistindo com diversas outras explicações que com ela partilhavam uma maior ou menor compatibilidade com a leitura literal dos ensinamentos bíblicos, mas teve entre os seus defensores alguns dos principais intelectuais da época, entre os quais o médico e naturalista dinamarquês Niels Steensen (1638-1686), mais conhecido no mundo lusófono por Nicolau Steno, e o filósofo e matemático alemão Gottfried Wilhelm von Leibnitz (1646-1716). Contudo, o neptunismo apenas ganhou fama e dominância quando Abraham Gottlob Werner, um afamado professor de mineralogia em Freiberga (Saxónia) e o criador da então novel ciência da geognosia, a adoptou e refinou. Foi a capacidade de Werner para construir uma teoria que explicava da formação das rochas, incorporando os factos então conhecidos e mantendo a coerência com as crenças religiosas do tempo, que levou o neptunismo a assumir um lugar dominante na geologia do seu tempo. Tendo em conta a fama de Werner, um professor socrático que atraía alunos de toda a Europa e das Américas, as suas ideias irradiaram por todo o Mundo, ajudadas pela rede de ex-alunos que as levavam para os seus países de origem. A sua influência, abraçada pelos catastrofistas, foi tal que o neptunismo passou a ser conhecido por wernerismo.
Consequente com a sua visão da criação das rochas, Werner publicou em 1787 a obra Kurze Klassifikation und Beschreibung der Gebirgsarten (Dresden, 1787), onde defendia uma classificação das rochas baseada na sua idade e nas formações geológicas em que ocorrem, em vez das classificações clássicas baseadas nos minerais que a rocha continha. Seguindo estas ideias-chave, Werner extrapolou uma estratigrafia à escala planetária, apoiada em grande parte nas investigações de Peter Simon Pallas, nos Urais, de Horace-Bénédict de Saussure, nos Alpes, de Giovanni Arduino, fundador da estratigrafia, e dos geólogos alemães Georg Christian Füchsel e Johann Gottlob Lehmann.
Naquela obra, à luz do saber de então, Werner, extrapolou a sucessão estratigráfica das montanhas do Harz (Alemanha) para uma escala planetária, estabelecendo numa concepção teórica global uma sucessão de rochas e épocas associadas (introduzindo o actual conceito de formação geológica). Essas grandes unidades, que ele denominou Gebirge, seriam cinco, formando, das mais antigas para as mais recentes, a seguinte sequência:
1. Urgebirge, a unidade primitiva, datando da Criação do Mundo, de que fazem parte os granitos, gnaisses, xistos, pórfiros e outras rochas essencialmente cristalinas posteriormente referidas por cristalinas e cristalofílicas, hoje em geral designadas por rochas magmáticas granulares e rochas metamórficas com aspecto folheado;
2. Obergangsgebirge, ou unidade de transição, composta pelas formações contendo grauvaques, calcários e diabases, em geral correspondentes ao Paleozóico;
3. Flötzgebirge, composta por formações estratificadas contendo lignitos e basaltos e outros terrenos estratificados hoje considerados como formações do Pérmico, Triássico, Jurássico, Cretácico e Terciário;
4. Aufgeschwemmte Gebirge, composta por depósitos aluviais pouco consolidados, como os conglomerados, arenitos e argilitos;
5. Vulkanische Gesteine, uma unidade descontínua constituída por lavas, piroclastos e outros materiais vulcânicos recentes.

Apesar de criar alguns paradoxos e de nunca ter conseguido aceitação unânime, a sucessão estratigráfica proposta por Werner, e apoiada pelos neptunistas, dominou o pensamento geológico durante algumas décadas, sendo defendida por algumas das mentes mais brilhantes do tempo. Entre os seus aderentes contam-se o ilustre Johann Wolfgang von Goethe, o explorador e naturalista Alexander von Humboldt, Johan Gottschalk Wallerius, Torbern Olof Bergman, Novalis e muitos outros intelectuais do tempo.
No conceito werneriano, todas as rochas, incluindo os granitos, gnaisses, basaltos e as muitas outras rochas que constituíam a unidade primitiva, eram considerados como meros precipitados químicos, pois apesar de já ser conhecida a estrutura cristalina de muitas das rochas ígneas, ainda assim não se admitia que pudessem ter sido formadas a partir de um magma fundido. Tal origem estava reservada às rochas lávicas recentes e aos piroclastos que integravam a Vulkanische Gestein, cuja ligação ao vulcanismo activo era evidente.
A unidade seguinte, a Obergangsgebirge, era considerada uma formação de transição, cuja formação fora iniciada com a descida do nível das águas do oceano primordial, sendo formada simultaneamente por precipitados químicos, como os calcários, e por deposição de materiais detríticos, entre os quais os grauvaques, encerrando, por vezes, fósseis, na maioria dos casos, marinhos.
Com a continuação da descida do nível do grande oceano ter-se-ia iniciado a deposição da espessa sequência de rochas sedimentares estratificadas que formariam a Flötzgebirge, nelas se incluindo os basaltos, então aceites como precipitados. Nesta sequência fazia-se a transição para a Aufgeschwemmte Gebirge, composta por grandes depósitos aluvionares, limitados às áreas entretanto emersas em consequência da descida das águas.
Mais complexa era a explicação para a Vulkanische Gestein, a única unidade constituída por rochas que ficavam de fora do modelo de deposição aquática da teoria neptunista e para as quais era inegável uma génese não marinha. Para os neptunistas, o vulcanismo resultava da fusão de outras rochas em regiões onde tivesse lugar a combustão de camadas subjacentes de carvão ou de betume, uma concepção errónea vinda da Antiguidade Clássica europeia e reforçada pelo conhecimento de importantes minas de carvão de pedra.
Apesar da sua grande aceitação, as ideias de Werner foram progressivamente despertando oposição entre os geólogos e naturalistas por não conseguirem explicar o mecanismo que teria feito descer as águas no oceano global, nem a razão para a impossibilidade de replicar os mecanismos químicos e físicos da dissolução e posterior deposição de rochas como o granito ou o basalto. Duvidava-se mesmo que um oceano, por maior que fosse pudesse ter contido em suspensão todos os constituintes das rochas da crusta terrestre.
Um dos críticos mais intransigentes do neptunismo foi Scipione Breislak (1748-1826), um geólogo contemporâneo de Werner, que perguntava, com ironia, onde se havia escondido toda a água desse imenso oceano?. A resposta a esta questão, que Werner sempre evitou, variava entre o efeito de um qualquer astro que tivesse provocado a sua perda para o espaço e uma continuada evaporação que levaria à perda da água para fora da atmosfera terrestre, explicações que claramente violam os ditâmes da famosa navalha de Occam.
Ganhou então força uma teoria sita no outro extremo, o plutonismo, afirmando que todas as rochas teriam uma origem ígnea. Do debate entre os apoiantes de ambas as correntes de pensamento surgiu então uma das mais notáveis polémicas no domínio das geociências. Aos neptunistas, também chamados wernerianos, opunham-se os plutonistas (ou vulcanistas) contemporâneos, com particular relevo para os geólogos italianos e franceses e para James Hutton, um escocês que tinha abraçado as teorias do abade francês Anton Moro (1687-1750) e lhes tinha dado um novo enquadramento com a sua teoria do uniformitarianismo (ou uniformitarismo). Os uniformitarianistas postulavam que em vez de terem origem num processo único e irrepetível, todas as rochas eram formadas a partir de um magma e depois eram retrabalhadas pela erosão e deposição, num processo contínuo de criação e destruição.
A controvérsia arrastou-se pelas décadas de 1790 a 1830, altura em que os trabalhos de Charles Lyell foram gradualmente fazendo a opinião científica abandonar o neptunismo a favor das ideias de James Hutton e dos seus condiscípulos plutonistas. Contudo, a moderna ciência veio provar que muitas rochas sedimentars, como os calcários, resultam de processos similares aos descritos pelos neptunistas, pelo que a moderna teoria da origem das rochas acabou por incorporar elementos de ambos os campos.
Na realidade, o neptunismo acabou por sucumbir face às evidências das observações geológicas no terreno, mas, ainda assim, embora numa perspectiva de cronologia relativa vinda do tempo de Nicolau Steno, teve o enorme mérito de propor a primeira escala estratigráfica e de abrir o caminho para a moderna estratigrafia.
A teoria neptunista e o seu contexto intelectual e histórico são tratados com ironia e graça na obra de Daniel Kehlmann intitulada Die Vermessung der Welt (Medindo o Mundo, publicada em 2006), um relato ficcionado das viagens de Alexander von Humboldt.